# Micropacha kalisi
Micropacha kalisi är en fjärilsart som beskrevs av Walter Karl Johann Roepke 1953. Micropacha kalisi ingår i släktet Micropacha och familjen ädelspinnare. Inga underarter finns listade i Catalogue of Life.